# Phasia latifrons
Phasia latifrons là một loài ruồi trong họ Tachinidae.